# (7196) Baroni
Pour les articles homonymes, voir Baroni.
(7196) Baroni est un astéroïde de la ceinture principale.

## Description
(7196) Baroni est un astéroïde de la ceinture principale. Il fut découvert le 16 janvier 1994 à Cima Ekar par Andrea Boattini et Maura Tombelli. Il présente une orbite caractérisée par un demi-grand axe de 2,32 UA, une excentricité de 0,19 et une inclinaison de 7,9° par rapport à l'écliptique.

## Compléments